# اذیتم نکن، ناگاتورو سان
اذیتم نکن، ناگاتورو سان (ژاپنی: イジらないで、長瀞さん هپبورن: Ijiranaide, Nagatoro-san) یک مجموعه مانگا ژاپنی است که توسط ناناشی نوشته و تصویرگری شده‌است.
انتشار مجموعه مانگا در مجله پاکتی، یک مجله وب و مانگای وب آنلاین توسط کوداناشا در نوامبر ۲۰۱۷ آغاز شد.
یک مجموعه تلویزیونی انیمه‌ای ۱۲ قسمتی با اقتباسی از مجموعه مانگا در آوریل ۲۰۲۱ به نمایش درآمد.

## داستان
هاچیوجی دانش آموز سال دوم درون‌گرا در دبیرستان کازه‌هایا است که ترجیح می‌دهد از تعاملات اجتماعی خودداری کند و در اوقات فراغت خود مانگا می‌کشد. یک روز، در کتابخانه مدرسه، یک دختر سال اول، ناگاتورو، ناخواسته مانگای او را کشف می‌کند، او را «سنپای» صدا می‌کند و او را به گریه می‌اندازد. او شروع به رفت‌وآمد در مکان‌های خلوت او از جمله اتاق هنر، می‌کند و او را به دلیل شخصیت ترسو و علاقه‌های اوتاکویی، که اغلب به شیوه‌ای جنسی پیشنهاد می‌کند، اذیت می‌کند. او همچنان به او فشار می‌آورد تا بیشتر به یک فرد قاطع تبدیل شود، در حالی که سنپای در عوض به ناگاتورو دل می‌بندد و به تدریج از پوسته‌اش بیرون آمده و خود را درگیر زندگی او می‌کند.
سنپای با دوستان ناگاتورو، گامو، یوشی و ساکورا دیدار می‌کند که در ابتدا دختران دبیرستانی بی رحم و سطحی به نظر می‌رسند که فقط به دنبال آزار و شکنجه سنپای هستند، اما آنها به دوستان حمایتی تبدیل می‌شوند که قصد دارند این دو به هم نزدیک‌تر شوند. رئیس نیمه بازنشسته باشگاه هنر ظاهر می‌شود و تلاش می‌کند تا باشگاه هنر را تعطیل کند، اما پس از یک مسابقه در طول جشنواره فرهنگ، اجازه می‌دهد تا باشگاه به کار خود ادامه دهد. سال تحصیلی بعدی، دختر عموی کوچکتر رئیس در دبیرستان ثبت نام می‌کند و به باشگاه هنر می‌پیوندد.

## شخصیت‌ها
ناگاتورو هایاسه (長瀞 早瀬) / ناگاتورو سان (長瀞さん)
صداگذاریسومیر اوزاکا
ناگاتورو دختر سال اول دبیرستان است که از طعنه زدن به سنپای لذت می‌برد. اگرچه به نظر می‌رسد که او فقط می‌خواهد او را شکنجه کند، اما او مخفیانه به وی علاقه دارد، و با هر کسی که سعی می‌کند سنپای را اذیت کند بسیار خصمانه رفتار می‌کند.چپتر ۱۱ دوستانش او را هایاچی (ハ ヤ っ ち) صدا می‌زنند و نام او تا فصل ۶۲ مشخص نشده بود.چپتر ۲۳ او عضو باشگاه شنا است، و در صورت درخواست از سایر باشگاه‌های ورزشی مدارس پشتیبانی می‌کند. او از انجام حرکات ورزش‌های رزمی لذت می‌برد و در سال دوم به باشگاه جودو می‌پیوندد. چپتر ۸۲
هاچی اوجی نائوتو (八王子 直人) / سنپای (センパイ)
صداگذاریدایکی یاماشیتا
سنپای درونگرای ترسو است که سعی می‌کند از تعاملات اجتماعی خودداری کند و دوست دارد نقاشی بکشد. پس از ملاقات با ناگاتورو و شروع به معاشرت با او و دوستانش، او به تدریج اعتماد به نفس پیدا می‌کند. نام دقیق وی در یک داستان جانبی مشخص می‌شود.جلد ۵ گرچه چند نفر از دوستان مرد وی او را نائو کون (直 く ん) صدا می‌زنند. چپتر ۷۴ و نام خانوادگی او هاچیوجی (八 王子) تا سال تحصیلی بعدی که سونومیا به باشگاه هنر پیوست، مشخص نشد. چپتر ۸۳ علی‌رغم این، ناگاتورو فقط از او به عنوان «سنپای» یاد می‌کند.
گامو (蒲生) 
صداگذاریمیکاکو کوماتسو
گامو همکلاسی و دوست ناگاتورو است. او در مجموعه انیمه موهای نارنجی دارد. او در میان همسن و سالان خود بالغ‌ترین فرد است و علی‌رغم ظاهر سختش، اغلب نسبت به آنها مانند یک «خواهر بزرگ» عمل می‌کند. او دوست دارد که سنپای را «پائیسن» (イ セ ン) صدا کند. اما وقتی او را اذیت می‌کند، ناگاتورو حسادت می‌کند و به او می‌گوید که بس کند. چپتر ۱۶ و ۱۹
یوشی (ヨッシー)
صداگذاریآینا سوزوکی
یوشی با موهای خرگوشی، همکلاسی و دوست ناگاتورو است. او معمولاً همیشه همراه با گامو دیده می‌شود و با هر نقشه‌ای که در ذهن دارد همراه می‌شود.جلد ۵
ساکورا (桜)
صداگذاریشیرویی ایزاوا
ساکورا همکلاسی و دوست ناگاتورو با پوست برنزه و موهای کوتاه بلوند است که در ابتدای سریال به‌طور خلاصه خود را نشان می‌دهد و در فصل ۲۷ از فعالیت بیشتری برخوردار است. شخصیت او در ظاهر شیرین و کاملاً آرام است، اما از ایجاد حسادت بین گروهی از پسرها از طریق اغوا کردن آنان لذت می‌برد.چپتر ۳۲
رئیس کلاب (部長 بوچو)
صداگذارینانا میزوکی
دانشجوی سال سوم که ریاست باشگاه هنر را بر عهده دارد. او موهای بلندی و چشمان سرمه‌ای سینه‌های بزرگ و شخصیتی جدی دارد، اما همچنین در برابر به نمایش گذاشتن بدن خود به دلیل هنر، هیچ مانعی ندارد.چپتر ۳۷–۴۰ او همچنین در یکی از مانگاهای سنپای شباهت زیادی به یک شخصیت زن دارد. او دوست ندارد که باشگاه هنر به پاتوق ناگاتورو و دوستانش تبدیل شود بنابراین با ایجاد یک چالش، تهدید به بستن باشگاه می‌کند. با این حال، وقتی نقاشی او رد صلاحیت می‌شود، او از این چالش چشم پوشی می‌کند، درخواست خود را پس می‌گیرد و به عنوان مجازات توسط دوستان ناگاتورو مانند یک حیوان دست آموز لباس می‌پوشد. او بعداً از سنپای برای کنار آمدن با ناگاتورو حمایت می‌کند.
خواهر ناگاتورو (姉瀞 آنه تورو)
خواهر بزرگ ناگاتورو دانشجوی دانشگاهی است که خواهر کوچک خود را بسیار دوست دارد و از او مراقبت می‌کند. اما دوست دارد او را مورد آزار قرار دهد و اغلب او را شرمنده کند. او الگو و مورد اعتماد ناگاتورو است.چپتر ۵۹–۶۰
اوری‌هارا (折原)
اوری‌هارا یک جودوکار در سطح المپیک است که در مدرسه با دوستان ناگاتورو و سنپای رقابت می‌کند. هنگامی که این دو کودک بودند، او و ناگاتورو با یکدیگر تمرین جودو داشتند، با توانایی طبیعی ناگاتورو هر بار ناگاتورو برنده می‌شد. اما همان‌طور که اوری‌هارا به سختی کار می‌کرد و با گذشت زمان بسیار قویتر می‌شد، ناگاتورو اشتیاق خود را از دست داد.
سونومیا (須ノ宮)
سال اول که در ابتدای دوره جدید به باشگاه هنری می‌پیوندد. او دختر عموی کوچکتر رئیس باشگاه است و قبلاً در همان مدرسه هنری سنپای در مدرسه راهنمایی بوده‌است.چپتر ۸۳ او از روابط سنپای با ناگاتورو حمایت می‌کند، اگرچه ناگاتورو به او مشکوک است و نگران است که سنپای به سونومیا علاقه‌مند شود.چپتر ۸۴

## تولید
ناناشی شروع به ارسال مانگا و آثار هنری از طریق پیکسیو کرد. تصاویر مربوط به شخصیت ناگاتورو اولین بار در ۱۶ اوت ۲۰۱۱ در آنجا ارسال شد.

## رسانه

### مانگا
اذیتم نکن، ناگاتورو سان از اول نوامبر ۲۰۱۷ از طریق مجله پاکتی، توسط کودانشا منتشر شد. اولین جلد مانگا به صورت نسخه چاپی از طریق انتشارت مجله کمیک شونن در ۹ مارس ۲۰۱۸ و به صورت نسخه دیجیتالی منتشر شد. جلد دوم در ۸ ژوئن ۲۰۱۸ منتشر شد. ده جلد نیز در مارس ۲۰۲۱ منتشر شده‌است. علاوه بر نسخه استاندارد، یک نسخه ویژه نیز وجود دارد که شامل آثاری از چندین هنرمند دیگر است.